# Джефф Серовик
Джефф Серовик (англ. Jeff Serowik, нар. 10 січня 1967, Манчестер) — американський хокеїст, що грав на позиції захисника.

## Життєпис
1985 року був обраний на драфті НХЛ під 85-м загальним номером командою «Торонто Мейпл-Ліфс» і зіграв 1 поєдинок за цю команду в сезоні 1990/91 років у НХЛ. В основному виступав за «Сент-Джонс Мейпл Ліфс» з Американської хокейної ліги. У 1993 році перейшов до клубу «Флорида Пантерс», але так і не зіграв за нього жодного поєдинку, натомість виступав за «Цинцинаті Сайклонс» з ІХЛ.
У 1994 році Серовик перейшов до «Бостон Брюїнс» і зіграв 2 матчі в НХЛ. Як і за період проведений у Торонто, виступав в основному в АХЛ, за «Провіденс Брюїнс». У 1995 році перейшов до «Чикаго Блекгокс», але в складі цього клубу не зіграв жодного офіційного поєдинку, натомість виступав у ІХЛ за «Індіанаполіс Айс» та «Лас-Вегас Тандер». Наступного року також виступав у ІХЛ за «Лас-Вегас», а згодом — за «Канзас-Сіті Блейдс».
У 1998 році перейшов до «Піттсбург Пінгвінс» й почав отримувати більше часу на льоду, зіграв у 26-ти матчах та відзначився 6-а асистами, але незабаром отримав важку травму. Тому Джефф пропустив решту сезону й повернувся до складу лише в сезоні 1999/00 років, по закінченні якого завершив кар'єру гравця.

## Нагороди та досягнення
| Нагорода                                   | Рік     |  |
| ------------------------------------------ | ------- |  |
| Збірна Східної конференції другигих команд | 1989–90 |  |